# Michel Bélil
 (octobre 2023).
Michel Bélil est un romancier de science-fiction québécois né à Magog, le 27 mai 1951. 

## Biographie
Michel Bélil a un baccalauréat en histoire de l'Université Laval. 
Il est professeur de français langue seconde pour le gouvernement fédéral de 1974 à 1978. Depuis 1979, il est agent d'information pour le ministère québécois des Transports. 
Il collabore aux revues de science-fiction Requiem, Solaris et Imagine.

## Œuvres
- L'orme centenaire.
- (de) extrait: Der sich im Nebel verbirgt. Trad. Thorgerd Schücker. En: 26 [Sechsundzwanzig] kanadische Erzähler. Dir. Karla El-Hassan, Helga Militz. Volk und Welt, Berlin 1986, pp 308 – 314
- Les Cinq Saisons de l'avenir (tomes 1 à 7)[1],[2].

## Honneurs
- 1982 - Prix Boréal, Greenwich
- 1988 - Prix Septième Continent, Au rythme du razz'n grou
- 2020 - Prix Georges Dor[3]